# SIMPLE算法
SIMPLE算法，全名为压力耦合方程组的半隐式方法（Semi-Implicit Method for Pressure Linked Equations），是计算流体力学中一种被广泛使用的求解流场的数值方法，于1972年由苏哈斯·帕坦卡与布莱恩·斯波尔丁提出。
SIMPLE算法是一种压力修正法，通过“先猜想后修正”的方法得到压力场，并求解离散化的动量方程（纳维－斯托克斯方程）。其基本思路如下：
- 假定初始速度分布
- 假定压力场
- 根据速度场与压力场计算动量离散方程的系数、常数项
- 解出动量离散方程
- 求得压力修正方程
- 对压力和速度进行修正
- 根据情况求解其他离散化方程
- 判断是否收敛，不收敛的话则继续下一次迭代

速度分量形成的向量方程但使用分離的方式，與耦合壓力求解，而壓力修正方程式以總體的體積連續為基礎。為了滿足其連續性，修正壓力和速度相互影響的作用力。
在SIMPLE算法提出之后，一些改进算法也随之提出，其中比较知名的包括SIMPLER算法（SIMPLE Revised，苏哈斯·帕坦卡提出）、SIMPLEC算法（SIMPLE Consistent，J. P. Van Doormaal与G. D. Raithby提出）、PISO算法（Pressure Implicit with Splitting of Operators，压力的隐式算子分割算法，R. I. Issa提出）等。